# Kilian Siemuszowski
Kilian Siemuszowski herbu Starykoń (zm. przed 1587 rokiem) – stolnik sanocki w 1583 roku, pisarz sanocki w 1571 roku, 
Studiował na Akademii Krakowskiej w 1561 roku i w Wittenberdze w 1561 roku.
Poseł na sejm koronacyjny 1576 roku. Poseł ziemi halickiej na sejm 1578 roku, poseł ziemi sanockiej na sejm 1582 roku.